# Chiusure (Brescia)
Chiusure è un quartiere di Brescia.

## Geografia fisica
Il quartiere è delimitato a ovest, dal confine con il comune di Cellatica; a sud, da via Santellone, via Badia, via Vallecamonica e dalla ferrovia Brescia-Iseo-Edolo; a est, dal fiume Mella; a nord, da via Crotte e via Torricella di Sopra.
Il territorio è caratterizzato dal rilievo collinare di Sant'Anna, appartenente al Parco delle colline.

## Origine del nome
Il toponimo deriva dalla via principale del quartiere: via Chiusure. La denominazione ricorda i territori esterni alle mura della città che, a partire dall’epoca medievale furono entità amministrative a sé stanti, con propri statuti e apposite magistrature dette "giudici dei chiosi".
Fino al 1936, la stessa strada si intitolava "Sei Ore" probabilmente per un'errata interpretazione del dialettale "Sesüre".

## Storia
L'area occupata dal quartiere rimase profondamente rurale fino agli anni Trenta del Novecento, quando l'amministrazione comunale fascista procedette alla costruzione del primo quartiere di case popolari detto "dei francesi", perché pensato ad ospitare gli italiani provenienti dalla Francia. Negli anni Cinquanta nacquero altre aree residenziali, presso la località Ponte Crotte, lungo le nuove strade, come via Colombo e viale Caduti del Lavoro, e il quartiere Sant'Anna, ai piedi dell'omonima collina. Nel 1955 arrivò il filobus.
Alla fine degli anni Sessanta, sulla falsariga di quanto avvenuto a San Polo e Mompiano, in diversi rioni del quartiere Chiusure sorsero dei comitati di quartiere. Rispetto a quanto avvenuto nelle altre assemblee, le elezioni dei comitati del quartiere Chiusure furono a suffragio universale e si tennero tra febbraio e maggio del 1971. In seguito, i comitati sorti in buona parte della città chiesero un riconoscimento ufficiale e l'impiego di mezzi e strumenti per poter partecipare alla discussione dei bilanci, per cui il consiglio comunale votò l'istituzione dei consigli di quartiere, a carattere sperimentale, nel luglio 1972. Le elezioni del consiglio delle Chiusure, che sostituì i precedenti comitati rionali, si tennero il 24 giugno 1973.
Nel 1977, con l'intenzione di recepire quanto disposto dalla legge 278/1976, la Giunta Trebeschi istituì nove circoscrizioni che accorparono i trenta quartieri. Le Chiusure appartenne alla Terza circoscrizione, assieme a Urago Mella, Villaggio Badia e Villaggio Violino. Questa circoscrizione fu subito ribattezzata dell'Oltremella, perché raggruppava i quattro quartieri che erano separati dal resto della città dal fiume.
Nel 2007, la giunta Corsini ridusse il numero delle circoscrizioni portandole da nove a cinque: Chiusure, come tutto il resto della Terza Circoscrizione, fu assegnata alla nuova Circoscrizione Ovest.
Sette anni dopo, a seguito dell'abolizione delle circoscrizioni per i nuovi limiti imposti dalla legge 191/2009, la Giunta Del Bono decise di ricostituire gli organi consultivi di rappresentanza dei quartieri. Le prime elezioni del consiglio di quartiere si tennero in tutta la città il 14 ottobre 2014.

## Monumenti e luoghi d'interesse

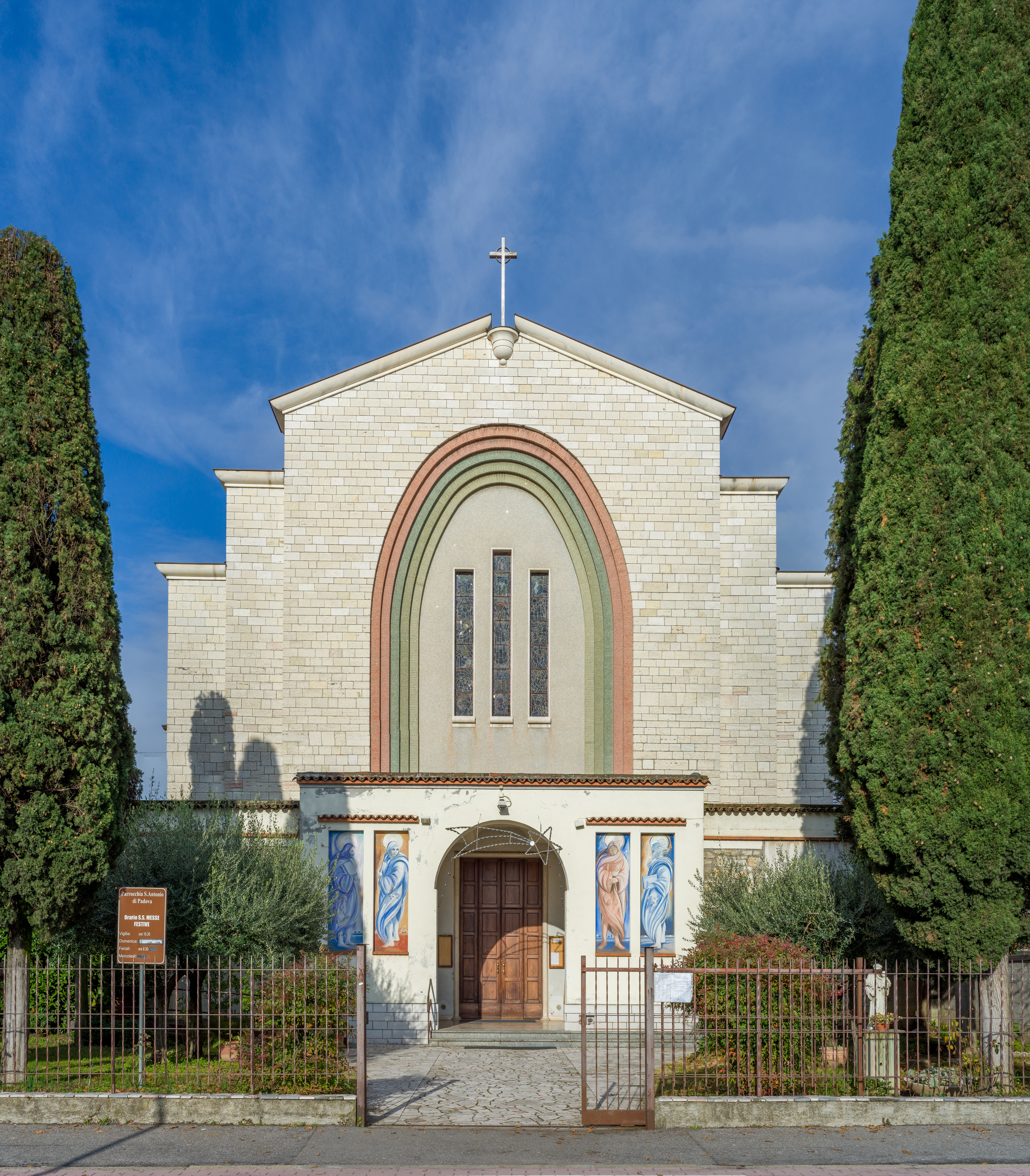
Facciata della chiesa di sant'Antonio alle Chiusure

### Architetture religiose
- chiesa di sant'Antonio alla Badia, pur dominando il villaggio Badia dall'alto del rilievo collinare, si trova nel territorio del quartiere Chiusure.
- chiesa di sant'Antonio da Padova, edificata negli anni Quaranta del Novecento[11].

### Architetture civili
- centro sportivo "San Filippo"

## Società

### Religione
Presso il quartiere operano tre parrocchie della diocesi cattolica di Brescia: sant'Anna, sant'Antonio da Padova, e san Giacomo.

### Istituzioni, enti e associazioni
Nel quartiere è presente l'istituto clinico Sant'Anna del Gruppo ospedaliero San Donato.

## Cultura
Alle Chiusure hanno sede il liceo delle scienze umane Fabrizio De André, la scuola primaria Gianni Rodari e la scuola dell'infanzia San Giacomo.

## Infrastrutture e trasporti
Il quartiere è servito da diverse linee di trasporto urbano: la 2 (Pendolina-Chiesanuova), la 3 (Mandolossa-Virle), la 9 (Violino-Buffalora), la 13 (Gussago-Poliambulanza) e la 16 (Castelmella-Poliambulanza).